# Spragueanella
Spragueanella é um género botânico pertencente à família Loranthaceae.

## Espécies
- Spragueanella curta
- Spragueanella rhamnifolia